# 2024-es labdarúgó-Európa-bajnokság (selejtező – I csoport)
A 2024-es labdarúgó-Európa-bajnokság selejtezőjének I csoportjának mérkőzéseit tartalmazó lapja.
A csoportban hat válogatott, Svájc, Izrael, Románia, Koszovó, Fehéroroszország és Andorra szerepelt. A csapatok oda-visszavágós körmérkőzéses rendszerben mérkőztek egymással. Az első két helyezett kijutott az Európa-bajnokságra. A pótselejtező résztvevői a 2022–2023-as Nemzetek Ligájában elért eredmények alapján dőltek el.

## Tabella
| Hely. | Csapat           | M  | Gy | D | V | G+ | G– | Gk  | P  | Továbbjutás                           |     | Románia | Svájc | Izrael | Fehéroroszország | Koszovó | Andorra |
| ----- | ---------------- | -- | -- | - | - | -- | -- | --- | -- | ------------------------------------- | --- | ------- | ----- | ------ | ---------------- | ------- | ------- |
| 1.    | Románia          | 10 | 6  | 4 | 0 | 16 | 5  | +11 | 22 | Kijutott a 2024-es Európa-bajnokságra |     | —       | 1–0   | 1–1    | 2–1              | 2–0     | 4–0     |
| 2.    | Svájc            | 10 | 4  | 5 | 1 | 22 | 11 | +11 | 17 | Kijutott a 2024-es Európa-bajnokságra |     | 2–2     | —     | 3–0    | 3–3              | 1–1     | 3–0     |
| 3.    | Izrael           | 10 | 4  | 3 | 3 | 11 | 11 | 0   | 15 | Pótselejtezőre került                 |     | 1–2     | 1–1   | —      | 1–0              | 1–1     | 2–1     |
| 4.    | Fehéroroszország | 10 | 3  | 3 | 4 | 9  | 14 | −5  | 12 |                                       |     | 0–0     | 0–5   | 1–2    | —                | 2–1     | 1–0     |
| 5.    | Koszovó          | 10 | 2  | 5 | 3 | 10 | 10 | 0   | 11 |                                       | 0–0 | 2–2     | 1–0   | 0–1    | —                | 1–1     |         |
| 6.    | Andorra          | 10 | 0  | 2 | 8 | 3  | 20 | −17 | 2  |                                       | 0–2 | 1–2     | 0–2   | 0–0    | 0–3              | —       |         |

## Mérkőzések
A csoportok sorsolását 2022. október 9-én tartották Frankfurtban. A menetrendet az UEFA október 10-én tette közzé. Az időpontok közép-európai idő szerint, zárójelben helyi idő szerint értendők.
| 2023. március 25. 18:00 (20:00 UTC+3) |

| Fehéroroszország | 0–5               | Svájc                                    |
| ---------------- | ----------------- | ---------------------------------------- |
|                  | (0–3) Jegyzőkönyv | Steffen 4' 17' 29' Xhaka 62' Amdouni 65' |

| Karađorđe Stadium, Újvidék (Szerbia) Játékvezető: Alejandro Hernández Hernández (spanyol) |

| 2023. március 25. 20:45 |

| Andorra    | 1–1               | Románia          |
| ---------- | ----------------- | ---------------- |
| Peretz 56' | (0–1) Jegyzőkönyv | Dasa 36' (öngól) |

| Bloomfield Stadion, Tel-Aviv Játékvezető: William Collum (skót) |

| 2023. március 25. 20:45 (21:45 UTC+2) |

| Izrael | 0–2               | Koszovó            |
| ------ | ----------------- | ------------------ |
|        | (0–1) Jegyzőkönyv | Man 35' Alibec 49' |

| Estadi Nacional, Andorra la Vella Játékvezető: Dario Bel (horvát) |

| 2023. március 28. 20:45 |

| Koszovó      | 1–1               | Andorra   |
| ------------ | ----------------- | --------- |
| Zhegrova 59' | (0–0) Jegyzőkönyv | Rosas 61' |

| Stadiumi Fadil Vokrri, Pristina Játékvezető: Sebastian Gishamer (osztrák) |

| 2023. március 28. 20:45 (21:45 UTC+3) |

| Románia               | 2–1               | Fehéroroszország |
| --------------------- | ----------------- | ---------------- |
| Stanciu 17' Burcă 19' | (2–0) Jegyzőkönyv | Morozov 86'      |

| Nemzeti Stadion, Bukarest Játékvezető: Allard Lindhout (holland) |

| 2023. március 28. 20:45 |

| Svájc                             | 3–0               | Izrael |
| --------------------------------- | ----------------- | ------ |
| Vargas 39' Amdouni 47' Widmer 52' | (1–0) Jegyzőkönyv |        |

| Stade de Genève, Genf Játékvezető: Nikola Dabanović (montenegrói) |

| 2023. június 16. 20:45 |

| Andorra    | 1–2               | Svájc                  |
| ---------- | ----------------- | ---------------------- |
| Vieira 67' | (0–2) Jegyzőkönyv | Freuler 7' Amdouni 32' |

| Estadi Nacional, Andorra la Vella Játékvezető: Berke Balázs (magyar) |

| 2023. június 16. 20:45 (21:45 UTC+3) |

| Fehéroroszország | 1–2               | Izrael                             |
| ---------------- | ----------------- | ---------------------------------- |
| Ebong 16'        | (1–0) Jegyzőkönyv | Weissman 85' (11-esből) Gluh 90+2' |

| Szusza Ferenc Stadion, Budapest (Magyarország) Játékvezető: Jarred Gillett (ausztrál) |

| 2023. június 16. 20:45 |

| Koszovó | 0–0         | Románia |
| ------- | ----------- | ------- |
|         | Jegyzőkönyv |         |

| Stadiumi Fadil Vokrri, Pristina Játékvezető: Danny Makkelie (holland) |

| 2023. június 19. 20:45 (21:45 UTC+3) |

| Fehéroroszország      | 2–1               | Koszovó               |
| --------------------- | ----------------- | --------------------- |
| Morozov 73' Ebong 75' | (0–0) Jegyzőkönyv | Muriqi 87' (11-esből) |

| Szusza Ferenc Stadion, Budapest (Magyarország) Játékvezető: Julian Weinberger (osztrák) |

| 2023. június 19. 20:45 (21:45 UTC+3) |

| Izrael                 | 2–1               | Andorra   |
| ---------------------- | ----------------- | --------- |
| Shlomo 42' Solomon 61' | (1–0) Jegyzőkönyv | Rosas 52' |

| Teddy Stadium, Jeruzsálem Játékvezető: Dragomir Draganov (bolgár) |

| 2023. június 19. 20:45 |

| Svájc           | 2–2               | Románia           |
| --------------- | ----------------- | ----------------- |
| Amdouni 28' 41' | (2–0) Jegyzőkönyv | Mihăilă 89' 90+2' |

| Swissporarena, Luzern Játékvezető: Daniele Orsato (olasz) |

| 2023. szeptember 9. 18:00 |

| Andorra | 0–0         | Fehéroroszország |
| ------- | ----------- | ---------------- |
|         | Jegyzőkönyv |                  |

| Estadi Nacional, Andorra la Vella Játékvezető: Eldorjan Hamiti (albán) |

| 2023. szeptember 9. 20:45 |

| Koszovó          | 2–2               | Svájc                            |
| ---------------- | ----------------- | -------------------------------- |
| Muriqi 65' 90+4' | (0–1) Jegyzőkönyv | Freuler 14' Rrahmani 79' (öngól) |

| Fadil Vokrri Stadion, Pristina Játékvezető: Jakob Kehlet (dán) |

| 2023. szeptember 9. 20:45 (21:45 UTC+3) |

| Románia    | 1–1               | Izrael   |
| ---------- | ----------------- | -------- |
| Alibec 27' | (1–0) Jegyzőkönyv | Gluh 53' |

| Stade Tourbillon, Sion Játékvezető: Slavko Vinčić (szlovén) |

| 2023. szeptember 12. 20:45 (21:45 UTC+3) |

| Izrael            | 1–0               | Fehéroroszország |
| ----------------- | ----------------- | ---------------- |
| Kanichowsky 90+3' | (0–0) Jegyzőkönyv |                  |

| Bloomfield Stadion, Tel-Aviv Játékvezető: Ricardo de Burgos Bengoetxea (spanyol) |

| 2023. szeptember 12. 20:45 (21:45 UTC+3) |

| Románia                   | 2–0               | Koszovó |
| ------------------------- | ----------------- | ------- |
| Stanciu 83' Mihăilă 90+3' | (0–0) Jegyzőkönyv |         |

| Nemzeti Stadion, Bukarest Játékvezető: Willy Delajod (francia) |

| 2023. szeptember 12. 20:45 |

| Svájc                                        | 3–0               | Andorra |
| -------------------------------------------- | ----------------- | ------- |
| Itten 49' Xhaka 84' Shaqiri 90+3' (11-esből) | (0–0) Jegyzőkönyv |         |

| Stade Tourbillon, Sion Játékvezető: Elchin Masiyev (azeri) |

| 2023. október 12. 20:45 |

| Andorra | 0–3               | Koszovó                    |
| ------- | ----------------- | -------------------------- |
|         | (0–1) Jegyzőkönyv | Rashica 26' 71' Zeqiri 83' |

| Estadi Nacional, Andorra la Vella Játékvezető: Nick Walsh (skót) |

| 2023. október 12. 20:45 (21:45 UTC+3) |

| Fehéroroszország | 0–0         | Románia |
| ---------------- | ----------- | ------- |
|                  | Jegyzőkönyv |         |

| Szusza Ferenc Stadion, Budapest (Magyarország) Játékvezető: Espen Eskås (norvég) |

| 2023. október 15. 18:00 |

| Svájc                              | 3–3               | Fehéroroszország                      |
| ---------------------------------- | ----------------- | ------------------------------------- |
| Shaqiri 28' Akanji 89' Amdouni 90' | (1–0) Jegyzőkönyv | Ebong 61' Polyakov 69' Antilevsky 84' |

| Kybunpark, St. Gallen Játékvezető: João Pinheiro (portugál) |

| 2023. október 15. 20:45 (21:45 UTC+3) |

| Románia                                                | 4–0               | Andorra |
| ------------------------------------------------------ | ----------------- | ------- |
| Stanciu 23' Hagi 28' R. Marin 44' (11-esből) Coman 50' | (3–0) Jegyzőkönyv |         |

| Nemzeti Stadion, Bukarest Játékvezető: Kristo Tohver (észt) |

| 2023. november 12. 20:45 |

| Koszovó     | 1–0               | Izrael |
| ----------- | ----------------- | ------ |
| Rashica 41' | (1–0) Jegyzőkönyv |        |

| Fadil Vokrri Stadion, Pristina Játékvezető: Ivan Kružliak (szlovák) |

| 2023. november 15. 20:45 (21:45 UTC+3) |

| Izrael       | 1–1               | Svájc      |
| ------------ | ----------------- | ---------- |
| Weissman 88' | (0–1) Jegyzőkönyv | Vargas 36' |

| Pancho Aréna, Felcsút, Magyarország Játékvezető: Anthony Taylor (angol) |

| 2023. november 18. 18:00 (20:00 UTC+3) |

| Fehéroroszország | 1–0               | Andorra |
| ---------------- | ----------------- | ------- |
| Laptev 83'       | (0–0) Jegyzőkönyv |         |

| Szusza Ferenc Stadion, Budapest (Magyarország) Játékvezető: Bulat Sariyev (kazak) |

| 2023. november 18. 20:45 (21:45 UTC+2) |

| Izrael    | 1–2               | Románia             |
| --------- | ----------------- | ------------------- |
| Zahavi 2' | (1–1) Jegyzőkönyv | Pușcaș 10' Hagi 63' |

| Pancho Aréna, Felcsút, Magyarország Játékvezető: François Letexier (francia) |

| 2023. november 18. 20:45 |

| Svájc      | 1–1               | Koszovó    |
| ---------- | ----------------- | ---------- |
| Vargas 47' | (0–0) Jegyzőkönyv | Hyseni 82' |

| St. Jakob-Park, Bázel Játékvezető: António Nobre (portugál) |

| 2023. november 21. 20:45 |

| Andorra | 0–2               | Izrael                       |
| ------- | ----------------- | ---------------------------- |
|         | (0–1) Jegyzőkönyv | Cervós 29' (öngól) Kinda 81' |

| Estadi Nacional, Andorra la Vella Játékvezető: Sascha Stegemann (német) |

| 2023. november 21. 20:45 |

| Koszovó | 0–1               | Fehéroroszország |
| ------- | ----------------- | ---------------- |
|         | (0–1) Jegyzőkönyv | Antilevsky 43'   |

| Fadil Vokrri Stadion, Pristina Játékvezető: Georgi Kabakov (bolgár) |

| 2023. november 21. 20:45 (21:45 UTC+2) |

| Románia    | 1–0               | Svájc |
| ---------- | ----------------- | ----- |
| Alibec 50' | (0–0) Jegyzőkönyv |       |

| Nemzeti Stadion, Bukarest Játékvezető: Davide Massa (olasz) |